# Livre d'heures de Jean sans Peur
Le livre d'heures de Jean sans Peur est un livre d'heures médiéval commandé en Flandres sans doute par le duc de Bourgogne, Jean sans Peur, entre 1409 et 1419. Il est conservé à la bibliothèque nationale de Paris sous la cote NAL 3055.

## Historique
L'histoire du manuscrit est très peu connue. Plusieurs éléments cependant le rattachent à la personnalité de Jean sans peur.
Son blason et ses symboles sont représentés sur la miniature représentant saint André, patron de la Bourgogne : la truelle, le rabot, mais aussi le niveau de maçon. Or, on sait que ce dernier symbole n'a été adopté par Jean sans peur qu'à partir du début de l'année 1409. Il indique que le manuscrit a été commandé après cette date. Pendant la période de rivalité, sous l'influence suzeraine du royaume de France, entre les ducs d'Orléans et la Bourgogne, Louis d'Orléans choisit comme emblème le bâton avec la devise « Je l'ennuie ». Jean sans Peur rétorque avec le rabot comme emblème pour vaincre le bâton et la truelle pour décourager ses ennemis, ainsi que la devise en flamand Ich houd (« Je me tiens debout »). Autre signe de cette rivalité dans le manuscrit, dans la marge de la cour céleste (f.195v), un lion (Jean sans peur) est prêt à se jeter sur un loup (le duc d'Orléans).
Alors qu'il n'est que comte de Nevers, Jean sans Peur est fait prisonnier par le sultan Bazajet après la bataille de Nicopolis (1397). Il éprouve donc une grande dévotion envers saint Léonard, patron des prisonniers sous la protection duquel il s'est placé. La miniature (folio 164v) et la longue prière à saint Léonard rendent donc grâces de cette libération, ainsi que celle de ses compagnons de croisade.

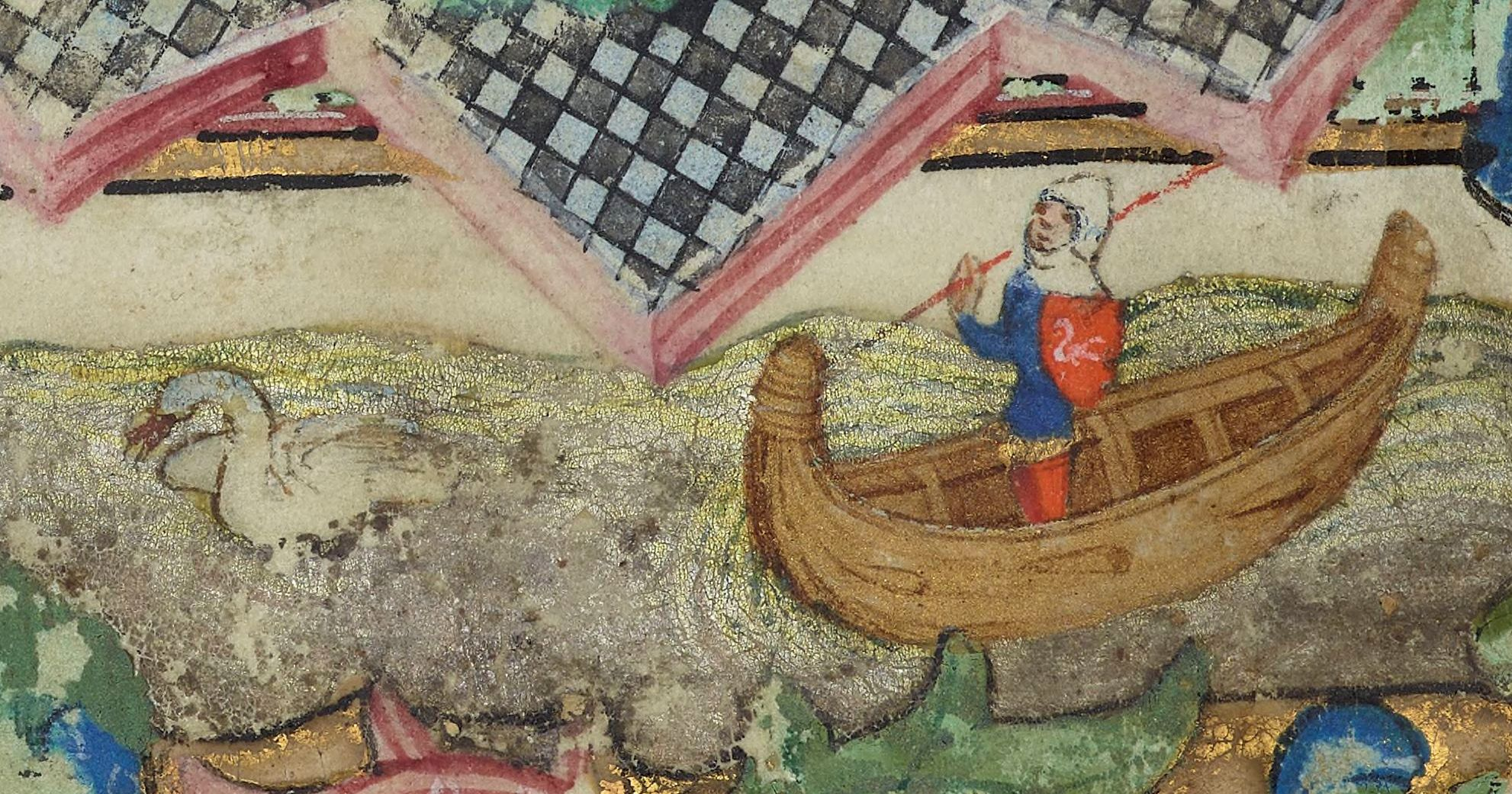
Le chevalier au cygne (détail du fol. 28v)

Une autre miniature rappelle encore Jean sans peur : dans le bas du feuillet consacré à de la Pentecôte (f.28v), est représenté un chevalier armé, Lohengrin, fils de Perceval, sur une barque avec un cygne. Cette scène rappelle la famille des ducs de Clèves qui prétendaient descendre du chevalier au cygne. Deux hypothèses expliquent cette allusion : le manuscrit a été commandé par Jean sans Peur à destination de sa fille, Marie, épouse de Adolphe II de La Marck, comte de Clèves. À l'inverse, il pourrait aussi s'agir d'un cadeau de son gendre pour son beau-père.

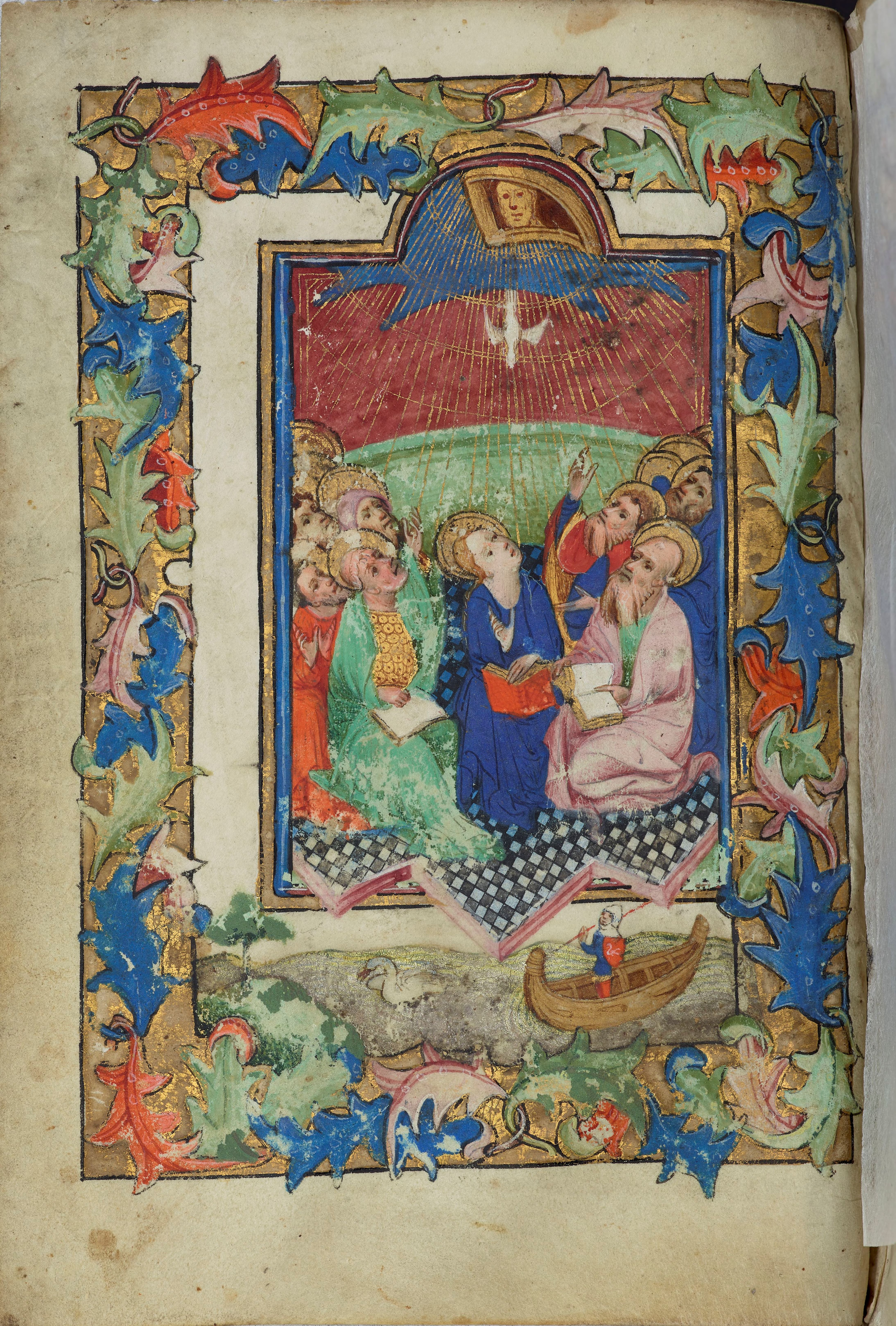
Folio 28v : la Pentecôte
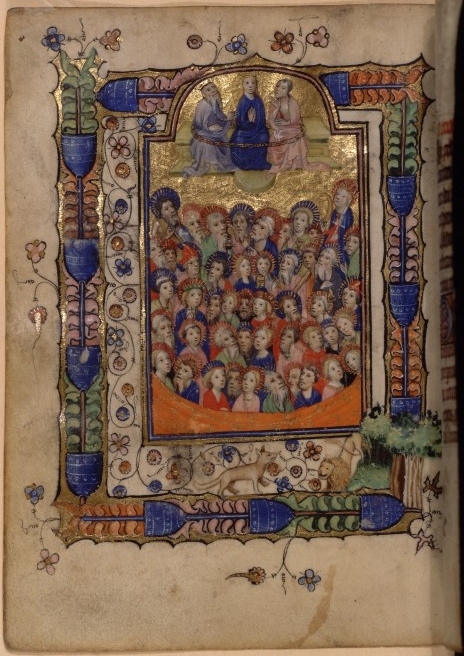
Folio 195v : le lion bourguignon et le loup d'Orléans
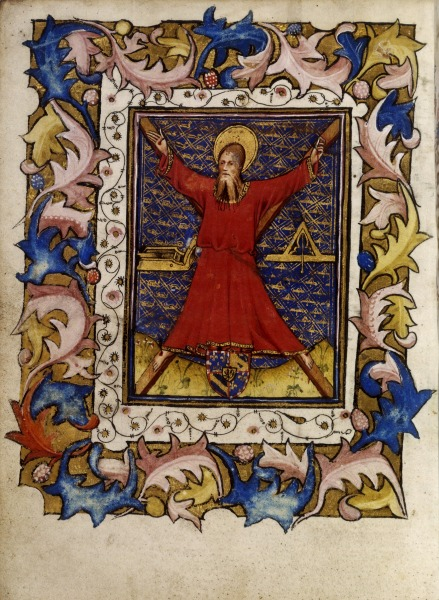
Folio 172 : blason et symboles de Jean sans peur

Le manuscrit est acheté en 1939 pour la somme de 75 000 francs par la Bibliothèque nationale de France et classé dans les Nouvelles Acquisitions Latines (NAL).

## Description
Ce manuscrit enluminé qui suit la liturgie des Heures de Rome comporte 252 feuillets, avec douze illustrations de calendrier en médaillon, vingt-huit grandes miniatures à pleine page avec des bordures de lierre et d'acanthes et une initiale historiée.
Les miniatures sont données au Maître du livre d’heures de Jean sans Peur, qui tient son nom de convention de ce manuscrit et à qui on attribue seulement un autre manuscrit, un livre d’heures à l’usage d’Arras conservé à la Pierpont Morgan Library à New York (ms. M. 439). Son style se rattache aux enlumineurs actifs à Bruges au début du XVe siècle. Il a peut-être été lui-même actif à Gand à cette période. Il est le prédécesseur du groupe des Maîtres de Guillebert de Mets qu'il a fortement influencé et avec lesquels il a souvent été confondu.

## Source
- (de) Cet article est partiellement ou en totalité issu de l’article de Wikipédia en allemand intitulé « Stundenbuch des Johann ohne Furcht » (voir la liste des auteurs).